# Дилжа-Маре
Дилжа-Маре (рум. Dâlja Mare) — село у повіті Хунедоара в Румунії. Адміністративно підпорядковане місту Петрошань.
Село розташоване на відстані 242 км на північний захід від Бухареста, 61 км на південний схід від Деви, 126 км на північ від Крайови.

## Населення
За даними перепису населення 2002 року у селі проживали 265 осіб, усі — румуни. Усі жителі села рідною мовою назвали румунську.